# Sơn Bình, Hương Sơn
Sơn Bình là một xã thuộc huyện Hương Sơn, tỉnh Hà Tĩnh, Việt Nam.
Xã Sơn Bình có diện tích 7,17 km², dân số năm 1999 là 3054 người, mật độ dân số đạt 426 người/km².